# Mary Wollstonecraft
Mary Wollstonecraft (født 27. april 1759, død 10. september 1797) var en britisk kvinderetsforkæmper, forfatter og filosof. I løbet af sin korte karriere skrev hun romaner, afhandlinger, en rejseskildring, en bog om den Den Franske Revolutions historie og en børnebog. Hun drev desuden en pigeskole og skrev Thoughts on the education of daughters (Tanker om døtres uddannelse). Hun er bedst kendt for sin bog A Vindication for the Rights of Woman (Et forsvar for kvindernes rettigheder, på dansk 1801-1802). I den talte hun for, at kvinden ikke fra naturens hånd er underlagt manden, men at det kan virke sådan på grund af hendes manglende uddannelse. Hun mente, at kvinder og mænd burde have de samme økonomiske, politiske og sociale rettigheder. Hun argumenterede for, at mænd og kvinder burde behandles som fornuftsvæsener og forestillede sig et samfund baseret på fornuft.
Blandt det store publikum og specielt blandt feminister har Wollstonecrafts liv fået større opmærksomhed end hendes tekster på grund af hendes ukonventionelle og ofte stormfulde personlige forhold. Efter to vanskelige forhold til Henry Fuseli og Gilbert Imlay giftede hun sig i 1797 med filosoffen William Godwin og blev mor til Mary Shelley, forfatteren til Frankenstein. Hun døde i barselsseng 38 år gammel og efterlod sig flere ufærdige manuskripter. Godwin udgav året efter hendes død en biografi, Memoirs of the Author of A Vindication of the Rights of Woman (Erindringer om Forfatteren af Et forsvar for kvindens rettigheder). Han afslørede hendes uortodokse livsstil og ødelagde hendes omdømme i det næste århundrede. Ved fremkomsten af kvinderetsbevægelsen i 1900-tallet blev Mary Wollstonecrafts bidrag til kampen for lighed mellem kvinder og mænd betragtet som vigtig, og i dag betragtes hun som en af pionererne inden for feministisk filosofi. Feminister trækker ofte hendes liv og arbejde frem som inspiration.

## Unge år
Wollstonecraft blev født 27. april 1759 i Spitalfields i London i en velhavende familie. Faderens uheldige spekulationer tærede imidlertid på rigdommen, og hans økonomi blev så usikker, at familien måtte flytte meget rundt i hendes barndom og ungdom. Hendes far tvang hende til at overføre de midler, hun skulle arve, når hun blev myndig, til ham. Og han var ofte voldelig; især når han havde drukket. Som teenager lå Wollstonecraft ofte uden for sin mors soveværelse for at beskytte hende. Hun påtog sig resten af livet en tilsvarende beskytterrolle for sine søstre, Everina og Eliza. Et afgørende øjeblik var 1784, da hun overbeviste Eliza, som antagelig led af en form for klinisk depression, om at hun skulle forlade sin mand og deres spædbarn. Wollstonecraft sørgede for alle de praktiske forberedelser til Elizas flugt og udfordrede de sociale normer. De menneskelige omkostninger var store, idet hendes søster måtte tåle heftig social fordømmelse. Da hun ikke kunne gifte sig igen, var hun henvist til et liv i fattigdom og hårdt arbejde.
To nære venskaber prægede Wollstonecrafts unge år. Det første var med Jane Arden i Beverley. Sammen læste de bøger og fulgte forelæsninger hos Janes far, en selvudnævnt filosof og forsker. Wollstonecraft blomstrede i den intellektuelle atmosfære hos familien Arden og værdsatte venskabet med Jane meget højt; nogle gange nåede det et niveau, hvor Wollstonecraft var krævende. Wollstonecraft skrev til Jane, at "Jeg har dannet romantiske forestillinger om venskab... Jeg er noget ensidig i mine tanker om kærlighed og venskab; jeg må have førstepladsen eller ingenting." I nogle af sine breve til Jane afslører hun de svingende og depressive følelser, der fulgte hende resten af livet.
Det andet vigtige venskab var med Fanny Blood, som hun blev præsenteret for af ægteparret Clares, som spillede en forældrerolle for hende. Wollstonecraft roste Fanny Blood for at have åbnet hendes sind. Da livet i forældrenes hjem gjorde hende ulykkelig, bestemte hun sig for at skabe sit eget i 1778, og hun blev selskabsdame for enken Sarah Dawson i Bath. De havde problemer med at enes. Den oplevelse brugte hun, da hun beskrev ulemperne ved et sådant arbejde for kvinder i Thoughts on the Education of Daughters. I 1780 tog hun tilbage til barndomshjemmet for at pleje sin syge mor. Efter moderens død flyttede hun ind hos familien Blood. Hellere det end at tage tilbage i den hidsige fru Dawsons tjeneste. Hun erkendte i løbet af de to år, som hun tilbragte hos familien Blood, at hun havde idealiseret Fanny Blood, som var langt mere interesseret i traditionelle, feminine værdier, end hun selv var. Hun var dog trofast over for Fanny og hendes familie resten af livet og ydede ofte økonomisk hjælp til Fannys bror.
Mary Wollstonecraft havde forestillet sig, at hun skulle leve i en kvindeidyl, en form for kvindeutopi med Fanny Blood. De havde planlagt at leje et værelse og støtte hinanden mentalt og økonomisk, men drømmen brast på grund af de økonomiske realiteter. For at tjene penge stiftede Wollstonecraft, hendes søstre og Fanny Blood en skole i Newington Green, et frikirkeområde. Blood blev snart forlovet, og efter at hun blev gift, tog hun med sin mand, Hugh Skeys, til kontinentet, for at hendes skrøbelige helbred kunne blive bedre. Men Fannys helbred blev dårligere, da hun blev gravid, og i 1785 forlod Wollstonecraft skolen for at følge hende og pleje hende - men uden held. At hun forlod skolen betød, at den blev forsømt og projektet mislykkedes. Fanny Bloods død var et hårdt slag for Wollstonecraft og var delvis inspiration til hendes første roman, Mary: A Fiction.

## "Den første af en ny slægt"
Efter Fannys død hjalp Wollstonecrafts venner hende med at blive guvernante for døtrene i den engelsk-irske familie Kingsborough i Irland. Selv om hun ikke kom overens med fruen i huset, fandt børnene, at hun var en inspirerende lærerinde; Margaret King sagde senere, at W. ”havde befriet hendes sind for al overtro”. Wollstonecrafts erfaringer fra året i Irland blev senere brugt i hendes eneste børnebog, Original Stories from Real Life (Nye fortællinger fra det virkelige liv).
Wollstonecraft var frustreret over de begrænsede karrieremuligheder for respektable kvinder. Det beskrev hun i et kapitel i Thoughts on the education of daughters: "Unfortunate Situation of Females, Fashionably Educated og Left Without a Fortune". Efter et år som guvernante besluttede hun at satse på en karriere som forfatter. Det var et radikalt valg, da meget få kvinder kunne leve af at skrive. Som hun skrev til sin søster Everina i 1787, forsøgte hun at blive "den første i en ny slægt". Hun flyttede til London, og støttet af den liberale udgiver Joseph Johnson fandt hun et sted at bo og arbejde. Hun lærte sig fransk og tysk og kunne oversætte, det mest mindeværdige var Of the Importance of Religious Opinions (Om vigtigheden af religiøse meninger) af Jacques Necker og Elements of Morality, for the Use of Children (Moralens elementer for børn) af Christian Gotthilf Salzmann. Hun skrev også anmeldelser og omtaler, hovedsageligt om romaner til Johnsons Analytical Review. Mary Wollstonecrafts intellektuelle univers blev udvidet i løbet af den tid, ikke bare gennem læsning, men også af dem, hun omgav sig med: hun var med til Johnsons berømte middage og mødte her så lysende begavelser som Thomas Paine og sin senere mand William Godwin. Efter deres første møde var de skuffede over hinandens selskab. Godwin var kommet for at høre Paine, men Wollstonecraft havde generet ham hele aftenen, var uenig og modsagde ham i hver eneste emne, der kom op. Johnson blev mere end en ven for hende, og i et brev har hun beskrevet ham som både en far og en bror.
Mens Mary Wollstonecraft var i London, stod hun i forhold til den gifte, schweizisk-engelske maler Henry Fuseli (på tysk Johann Heinrich Füssli). Hun var forhekset af hans geni, "storhed i hans sjæl, hans hurtige forståelse og elskelige sympati". Hun foreslog, at hun kunne bo platonisk sammen med ham og hans hustru, men Fuselis hustru var forfærdet over forslaget, og han afbrød forholdet med Wollstonecraft. Efter Fuselis afvisning besluttede Wollstonecraft at rejse til Frankrig for at undslippe ydmygelsen og tage del i de revolutionære hændelser der, som hun kort før havde hyldet i Vindication of the Rights of Men (Et forsvar for menneskerettighederne). Hun skrev Vindication of the Rights of Men som svar på Edmund Burkes konservative kritik af Den Franske Revolution i Reflections on the Revolution in France (Refleksioner over revolutionen i Frankrig). Den gjorde hende omgående berømt. Hun blev 31 år gammel sammenlignet med førende intellektuelle som Joseph Priestley og Paine. Sidstnævntes Rights of Man (Menneskerettigheder) blev det mest populære svar på Burke. Wollstonecraft forfulgte de ideer, hun havde lagt frem i Rights of Men i A Vindication of the Rights of Woman, hendes mest berømte og betydningsfulde værk.

## Frankrig og Gilbert Imlay
Mary Wollstonecraft rejste til Frankrig i december 1792 og kom til Paris en måned, før Ludvig XVI blev henrettet. Frankrig var i oprør, og hun opsøgte andre britiske besøgende som Helen Maria Williams og sluttede sig til de britiske immigranter i Paris. Efter at have skrevet A Vindication of the Rights of Woman var hun fast besluttet på at afprøve sine tanker, og i den stimulerende intellektuelle atmosfære under den franske revolution gik hun ind i sit mest eksperimentelle, romantiske forhold indtil da: hun mødte og blev lidenskabeligt forelsket i Gilbert Imlay, en amerikansk eventyrer, forretningsmand og forfatter. Om Wollstonecraft var interesseret i at gifte sig er uvist, men Imlay havde absolut ingen ønsker om ægteskab, og Wollstonecraft var muligvis forelsket i en idealiseret opfattelse af ham. Mens hun afviste seksuel tilknytning i A Vindication of the Rights of Woman, virkede det, som om Imlay vakte hendes lidenskab og hendes seksuelle lyst. Hun blev snart gravid, og den 14. maj 1794 fødte hun deres første barn, Fanny, opkaldt efter hendes nærmeste veninde. Hun var selv overlykkelig for sit nyfødte barn og skrev til en ven: "Min lille pige begynder at suge så mandligt, at hendes far uforskammet antager om hende, at hun skriver den anden del af R[igh]ts of Woman".
Wollstonecraft fortsatte med at skrive intenst trods byrden af at være nybagt mor i et fremmed land og de voksende uroligheder under revolutionen. Mens hun var i Le Havre i det nordlige Frankrig, skrev hun den franske revolutions tidlige historie, An Historical and Moral View of the French Revolution (En historisk og moralsk vurdering af den franske revolution, udgivet i London i december 1794).
Den politiske situation blev forværret, da Storbritannien erklærede Frankrig krig. Det bragte alle britiske borgere i Frankrig i betydelig fare. For at beskytte Wollstonecraft registrerede Imlay hende som sin hustru i 1793, selv om de ikke var gift. Nogle af hendes venner var ikke så heldige: Thomas Paine blev arresteret, og andre blev henrettet. Wollstonecrafts søstre troede længe, at hun sad i fængsel. Da hun forlod Frankrig, fortsatte hun med at kalde sig selv fru Imlay, selv til sine søstre, for at give sit barn legitimitet .
Imlay var ikke begejstret for Wollstonecraft, der var optaget af hjem, barn og forældreansvar, og han forlod hende. Han lovede at komme tilbage til Le Havre, men hans manglende breve og lange fravær overbeviste Wollstonecraft om, at han havde fundet en anden kvinde. Hendes breve til ham var fulde af bebrejdelse. Nogle forskere så dem som breve fra en dybt deprimeret kvinde, andre så dem som følge af hendes situation: alene med et nyfødt barn midten i en revolution.

## England og William Godwin
Wollstonecraft forlod Frankrig og drog tilbage til London i april 1795 for at finde Imlay, der afviste hende. I maj 1795 forsøgte hun at begå selvmord, sandsynligvis med laudanum, et opiat opløst i alkohol, men Imlay reddede hendes liv, hvordan er fortsat noget uklart. I et sidste forsøg på at vinde ham tilbage gjorde hun nogle forretninger for ham i Skandinavien for at genvinde nogle af hans tabte penge.
Wollstonecraft rejste til de nordiske lande i selskab med sin unge datter og en hushjælp. Hun fortalte om sin rejse i breve til Imlay, og mange af dem blev udgivet i bogen Letters Written During a Short Residence in Sweden, Norway, and Denmark (Breve skrevet under et kort ophold i Sverige, Norge og Danmark) i 1796. Hjemme i England måtte hun indse, at hendes forhold til Imlay var forbi. Hun forsøgte for anden gang at begå selvmord og efterlod dette brev til Imlay:
Lad mine fejl sove med mig! Snart, meget snart, skal jeg være i fred. Når du modtager dette, vil mit brændende hoved være koldt... Jeg vil kaste mig i Themsen, hvor der er mindst chance for, at jeg bliver reddet fra den død, jeg søger. Gud velsigne dig! Måtte du aldrig opleve det, som du har ladet mig gå igennem. Skulle din følsomhed engang vågne, vil anger finde vej til dit hjerte, og, blandt dine forretninger og sanselige glæder vil jeg fremstå for dig, offeret for din afvigelse fra retskaffenhed
Hun gik derefter ud i en regnfuld nat og "for at gennembløde sit tøj, gik hun frem og tilbage i en halv times tid," før hun sprang i Themsen, men en fremmed så hende forsvinde og reddede hende. Mary Wollstonecraft betragtede sit selvmord som dybt rationelt og skrev efter forsøget: "Jeg har kun én sørgesang, når dødens bitterhed er fortid: at jeg umenneskeligt blev bragt tilbage til livet og elendigheden. Men en ufravendt beslutning er ikke at blive ramt af skuffelse, heller ikke vil jeg acceptere, at det, som var en velovervejet handling, var et afsindigt forsøg. I dette forhold vil jeg kun stå til at bære ansvar for mig selv. Jeg tager mig ikke af, hvad der bliver kaldt "omdømme"; det er andre forhold, der kan betyde vanære".
Gradvist kom Wollstonecraft tilbage til sit litterære liv, og hun blev igen involveret i Joseph Johnsons sociale kreds, specielt med Mary Hays, Elizabeth Inchbald og Sarah Siddons via William Godwin. Wollstonecraft og Godwins enestående kærlighedsaffære begyndte langsomt men udviklede sig meget lidenskabeligt. Godwin havde læst hendes Min nordiske rejse og skrev, at "Hvis der nogensinde har været en bog, som er beregnet til at få en mand til at blive forelsket i forfatteren, synes det for mig at være denne bog. Hun skriver om sine sorger på en måde, som fylder os med melankoli og opløser os i ømhed, på samme tid viser hun et geni, som kommanderer os til at beundre hende".
Da Mary Wollstonecraft igen blev gravid, besluttede hun sig til at gifte sig, så barnet kunne blive legitimt. Ægteskabet afslørede, at Wollstonecraft aldrig havde været gift med Imlay, og af den grund mistede hun og Godwin mange venner. Ovenikøbet blev Godwin kritiseret, fordi han var talsmand for afskaffelsen af ægteskabet i sin politiske afhandling Politisk retfærdighed. Efter brylluppet 29. marts 1797 flyttede de ind i to nabohuse, kendt som Polygonet, så de fortsat kunne opretholde deres uafhængighed. De kommunikerede ofte pr. brev. Deres forhold synes at have været lykkeligt og stabilt skønt kort.

## Død og GodwinsMemoirer
Den 30. august 1797 fødte Mary Wollstonecraft sin anden datter, Mary. Selv om fødslen tilsyneladende gik efter planen, bristede moderkagen og blev inficeret, noget som ikke var ualmindeligt i 1700-tallet. Efter flere dage i angst og dødskamp døde hun af sepsis, blodforgiftning den 10. september.
Godwin var knust af sorg: han skrev til sin ven Thomas Holcroft: "jeg tror bestemt, at hendes lige ikke eksisterer i verden. Jeg ved af erfaring, at vi blev skabt for at gøre hinanden lykkelige. Jeg har ingen forhåbninger om, at jeg nogensinde vil blive lykkelig igen".
Mary Wollstonecraft blev begravet på kirkegården ved Old Saint Pancras, og et mindesmærke for hende blev rejst der, på trods af at både hendes og Godwins lig var flyttet til Bournemouth. Hendes gravskrift lyder: "Mary Wollstonecraft Godwin, forfatter af Et forsvar for kvinders rettigheder: Født 27. april 1759: Død 10. september 1797".
I januar 1798 udgav Godwin en biografi over sin afdøde hustru, Memoirs of the Author of A Vindication of the Rights of Woman. Godwin mente, at han gav et ærligt og redeligt portræt af sin hustru, skrevet med kærlighed, medfølelse og oprigtighed. Men mange læsere blev chokerede over, at han kunne afsløre Wollstonecrafts barn uden for ægteskab, hendes kærlighedsforhold og hendes forsøg på at begå selvmord. Robert Southey beskyldte ham for "at ønske at rive tøjet af sin døde hustru," og ondskabsfulde satirer som den kvindehadske The Unsex'd Females blev skrevet af Richard Polwhele.
Godwins Memoirer portrætterer Wollstonecraft som en kvinde dybt indhyllet i sine stærke følelser, balanceret af hans fornuft, og som værende mere religiøs skeptiker end hendes skrifter antyder. Godwins syn på Wollstonecraft blev videreført gennem hele 1800-tallet og gav sig udslag i digte som "Wollstonecraft and Fuseli" af digteren Robert Browning og et af William Roscoe med følgende linjer:
Hard was thy fate in all the scenes of life
As daughter, sister, mother, friend, and wife;
But harder still, thy fate in death we own,
Thus mourn'd by Godwin with a heart of stone.

## Eftermæle
Mary Wollstonecraft har fået, hvad Cora Kaplan betegnede som, et bemærkelsesværdigt eftermæle: ”for en forfatteraktivist optager mange genrer... frem til det sidste kvarte århundrede var Wollstonecrafts liv studeret grundigere end hendes tekster”. Efter den tilintetgørende effekt af Godwins Memoirer lå Wollstonecrafts navn i ruiner i det næste århundrede. Hun blev sat i gabestokken af forfattere som Maria Edgeworth, som formede figuren Harriet Freke i Belinda (1801) som et misfoster efter Wollstonecraft. Andre kvindelige forfattere som Mary Hays, Charlotte Smith, Fanny Burney og Jane West skabte lignende personer inspireret af hendes liv, alle med den hensigt at give læserne ”en moralsk lære”.
Som Wollstonecraft-forskeren Virginia Sapiro har vist, var det meget få, der læste Wollstonecrafts værker i 1800-tallet, eftersom ”de, som angreb hende, antydede eller sagde direkte, at ingen kvinde med respekt for sig selv kunne læse hendes værker”.
Kun Lucretia Mott en tidlig, amerikansk kvindesagsforkæmper synes at være blevet påvirket af Wollstonecrafts skrifter. I henhold til Sapiro er der ”få tegn på, at nogen, der spillede en nøglerolle i kvindehistorien eller i kvindesagen udover Lucretia Mott, læste Wollstonecrafts værker grundigt fra hendes død til 1900-tallet". Væksten af den moderne feministbevægelse omfavnede derimod kvinder, som ellers stod fjernt fra hinanden politisk, som Virginia Woolf og Emma Goldman. De læste historien om Wollstonecrafts liv og fejrede hendes «eksperimenter i levevis», som Woolf betegnede det i et berømt essay. Men der var mange, som fortsatte med at rakke ned og fordømme Wollstonecrafts livsstil, og hendes værker blev fortsat ignoreret.
Med fremkomsten af feministisk forskning og videnskab i 1960'erne og 1970'erne blev Wollstonecrafts værker atter bredt anerkendt. Værkernes skæbne reflekterede bevægelsen for kvinders rettigheder i sig selv: eksempelvis blev der i begyndelsen af 1970'erne udgivet hele seks betydelige biografier om Wollstonecraft, som præsenterede hende som "lidenskabeligt liv ud over hendes radikale og rationalistiske agenda”. Wollstonecraft blev set som en paradoksal - og fængslende - skikkelse, som ikke kunne placeres i 1970'erne version af feminismen – ”det personlige er politisk”. I 1980'erne og 1990'erne opstod et andet billede af Wollstonecraft, som beskrev hende mere som et produkt af hendes egen tid: forskere som Claudia Johnson, Gary Kelly og Virginia Sapiro viste ligheder mellem Wollstonecraft og andre betydningsfulde tænkere i 1700-tallet inden for følsomhed, økonomi og politisk teori.
Wollstonecrafts værker har også påvirket feminismen uden for den akademiske verden i de senere år. Ayaan Hirsi Ali, en feminist som er kritisk overfor Islams diktater om kvinder, citerer fra A Vindication of the Rights of Woman i sin selvbiografi og skriver, at hun var ”inspireret af Mary Wollstonecraft, en nyskabende feministisk tænker, som fortalte kvinder, at de har samme evner for fornuft som mænd, og således fortjener de samme rettigheder”.

## Betydelige værker

### Pædagogiske værker
De fleste af Wollstonecrafts tidligste skrifter drejede sig om pædagogik. Hun samlede en litterær antologi ”til forbedringen af unge kvinder” kaldet The Female Reader (Den kvindelige læser), og hun oversatte to børnebøger: Maria Geertruida van de Werken de Cambons Young Grandison (Det Unge barnebarn) og Christian Gotthilf Salzmanns Elements of Morality (Moralens elementer). Hendes egne skrifter handlede også om det. I begge hendes bøger om opførsel, Thoughts on the Education of Daughters og børnebogen Original Stories from Real Life (Nye fortællinger fra virkeligheden) er hun fortaler for, at alle børn bør uddannes i den fremvoksende middelklassens etik: selvdisciplin, ærlighed, nøjsomhed og social tilfredshed.
Bøgerne fremhævede også vigtigheden af at lære barn fornuft, at ræsonnere og drage slutninger, noget som viser hendes intellektuelle gæld til den betydningsfulde pædagog og filosof John Locke. Den betydning, som hun tillægger religiøs tro og naturlige følelser, adskiller imidlertid hendes værker fra Lockes, og hendes tekster knyttes derfor til tankerne om følsomhed, som blev populære i slutningen af 1700-tallet. Begge taler de for, at kvinder bør kunne uddanne sig, et kontroversielt emne på den tid, som hun stadig kom tilbage til i sin litterære karriere, mest mærkbart i A Vindication of the Rights of Woman. Wollstonecraft talte for, at veluddannede kvinder skulle blive gode hustruer og mødre og til syvende og sidst være til fordel for nationen.

### Politiske skrifter

#### Vindication of the Rights of Men (1790)
Vindication of the Rights of Men blev udgivet som et polemisk svar på Edmund Burkes Reflections on the Revolution in France, som var Burkes forsvar for det konstitutionelle monarki, aristokratiet og Den engelske kirke. Wollstonecrafts Forsvar for menneskerettigheder (1790) angreb aristokratiet og støttede republikken. Hun fremsatte synspunktet i en pamfletkrig, som siden blev kendt som "Revolutionsdebatten", hvor Thomas Paines bog Rights of Man blev samlingspunktet for radikale og reformister.
Wollstonecraft angreb ikke bare aristokratiet og arvelige privilegier, men også det sprog, som Burke benyttede for at forsvare og ophøje det. I en berømt passage i Refleksioner havde Burke beklaget sig: "Jeg troede, at titusind sværd ville være blevet trukket fra deres skeder for at hævne selv et blik, der truede hende (Marie-Antoinette) med hån. Men ridderhedens tidsalder er nu ovre". De fleste af dem, der talte kritisk om Burke, havde afsky for, hvad de så som teatralsk medlidenhed med den franske dronning – en medlidenhed de følte var på bekostning af folket. Men Wollstonecraft var ene om sit angreb på Burkes kønsafhængige sprog. Ved at omdefinere "det ophøjede" og "det smukke", begreber først etablerede af Burke selv i A Philosophical Enquiry into the Origin of Our Ideas of the Sublime and Beautiful (En filosofisk granskning af oprindelsen til vores ideer om det ophøjede og det smukke, 1756 underminerede hun hans retorik og hans argumenter. Burke havde associeret det smukke med svaghed og kvindelighed og det ophøjede med styrke og maskulinitet. Wollstonecraft vendte disse definitioner mod ham og argumenterede for, at hans teatralske tableaux gjorde Burkes læsere, borgerne, til svage kvinder, som er blevet forført af hans forestilling. I hendes første utrættelige feministiske kritik, som, Wollstonecraft-forskeren Claudia L. Johnson mener, er uovertruffen i sin polemiske styrke, angriber Wollstonecraft Burkes forsvar af et klassesamfund baseret på kvinders passivitet.
I sine argumenter for republikken sætter hun den fremadskridende middelklasses værdisæt mod det, hun ser som amoralsk adfærd fra aristokratiet. Influeret af oplysningstidens tænkere troede hun på fremskridtet og hånede Burke for at støtte sig til tradition og sædvane. Hun argumenterede for rationalitet og gjorde opmærksom på, at Burkes system ville føre til en fortsættelse af slaveriet, da det var en tradition. Hun beskriver et idyllisk liv på landet, hvor hver familie har en gård, der sørger for hvad den har brug for. Wollstonecraft sætter sit utopiske billede af samfundet – tegnet med, hvad hun siger, er virkelige følelser – op mod Burkes forlorne følelser.
The Rights of Men var Wollstonecrafts første åbenlyse politiske arbejde og samtidigt hendes første feministiske arbejde; som Johnson siger, "det virker som om, at hun opdagede det emne, der ville optage hende resten af livet, mens hun skrev sidste del af Rights of Men". Det var denne tekst, der gjorde hende kendt som forfatter.

#### Vindication of the Rights of Woman (1792)
A Vindication of the Rights of Woman er et af de tidligste værker inden for feministisk teori. Heri begrunder Wollstonecraft, at kvinder bør have en uddannelse, som svarer til deres position i samfundet, og hun fortsætter med at redefinere denne position ved at hævde, at kvinder er uundværlige for nationen, eftersom de uddanner børnene, og fordi de kan tilbyde deres ægtemænd "kammeratskab" og ikke kun være hustruer. I stedet for at se på kvinder som samfundets pryd eller ejendom, som købes og sælges ved ægteskab, fastholder hun, at kvinder er mennesker, som fortjener de samme grundlæggende rettigheder som mænd. Store dele af bogen går heftigt i rette med forfattere som James Fordyce og John Gregory og filosoffer som Jean-Jacques Rousseau, der ønskede at fratage kvinder retten til uddannelse. Rousseau har i Émile (1762) talt for, at kvinder burde uddannes, så de kan glæde mænd.
Wollstonecraft hævdede, at mange af tidens kvinder var tåbelige og overfladiske; hun refererer til dem som "spaniel” og "legetøj", men taler for, at det ikke skyldes en medfødt mangel i deres intelligens, mere at manden har nægtet dem adgang til uddannelse. Wollstonecrafts hensigt er at vise, at kvinders utilstrækkelige uddannelse har fastlåst dem, fordi de har "lært fra barndommen, at skønhed er kvinders scepter, sindet former sig efter kroppen, og strejfende rundt i dets forgyldte bur, søger det kun at udsmykke dets fængsel". Hun forudsatte, at kvinder kunne opnå langt mere.
Mens Wollstonecraft kræver lighed mellem kønnene som moral og sædelighed, hævder hun ikke udtrykkeligt, at mænd og kvinder er ens. I stedet mener hun, at mænd og kvinder er lige for Guds øjne, men de påstande er i modsætning til hendes udsagn om den mandlige styrkes overlegenhed og tapperhed. Wollstonecraft har skrevet, at "Lad det ikke blive opfattet sådan, at jeg ønsker at vende op og ned på tingenes orden; jeg har allerede indrømmet, at ud fra deres kroppens forfatning synes mænd at være formet af forsynet til at rumme en større grad af dyd. Jeg taler kollektivt om alle mænd, men jeg ser ikke skyggen af grund til at konkludere, at deres dyder skal være anderledes i henhold til deres natur. Faktisk, hvordan kan de det, om dyd kun har en evig standard? Jeg må derfor, hvis jeg analyserer konsekvent, stærkt fastholde, at de har den samme enkle retning, som det er en Gud". Hendes udsagn om kønnenes lighed har gjort det vanskeligt at klassificere hende som en moderne feminist, men det har muligvis sin baggrund i, at hverken begrebet eller konceptet var tilgængeligt for hende. Hvis hun havde levet i dag, ville hun afgjort have ændret mening.
Et af Wollstonecrafts mest bidende kritikpunkter i Rights of Woman er den falske og overdrevne følsomhed, som specielt tillægges kvinder. Hun skriver, at kvinder, som ligger under for følsomhed, er "ofre for hvert eneste forbigående kast af følelser", og eftersom de er "i deres sansers vold", kan de ikke tænke rationelt. Hun hævder, at de ikke kun skader sig selv men hele civilisationen: de er ikke kvinder, som kan bidrage til at forædle civilisationen – en populær tanke i 1700-tallet – men kvinder, som vil ødelægge den. Wollstonecraft hævder ikke, at fornuft og følelser skal handle uafhængigt af hinanden, men hellere burde de præge hinanden.
Ud over sine filosofiske tanker har Wollstonecraft også fremlagt en præcis plan for uddannelse. I tolvte kapitel af Rights of Woman, "Vor nationale uddannelse", foreslår hun, at alle børn burde sendes på "landlig dagskole", og at nogen uddannelse burde foregå i hjemmet "for at inspirere en kærlighed til hjemmet og hjemmets sysler". Hun fastholder også, at undervisningen skal være ens for begge køn. Argumenteret er, at mænd og kvinder, eftersom ægteskab er "samfundets cement", burde "uddannes efter den samme model".
Wollstonecrafts tekster er henvendt til middelklassen, som hun beskriver som den "mest naturlige tilstand", og på mange måder er Kvinders rettigheder reflekteret af et borgerligt syn på verden. Bogen opmuntrer til beskedenhed og flid, og den angriber aristokratiets uduelighed. Men hun er ikke nødvendigvis en ven af de fattige; i sin nationale plan for uddannelse foreslår hun, at de fattige efter niende klassetrin burde skilles fra de rige og få undervisning på en anden skole med undtagelse af de fremragende.

### Romaner
Begge Wollstonecrafts romaner kritiserer, hvad hun betragtede som ægteskabets patriarkalske institution og dets skadelige effekt på kvinder. I den første Mary: A Fiction (Mary, en fiktion 1788) er den kvindelige hovedperson tvunget ind i et kærlighedsløst ægteskab af økonomiske grunde. Hun får sine behov for kærlighed og ømhed dækket uden for ægteskabet med to lidenskabelige romantiske venskaber, et med en kvinde og et med en mand.
Maria: or, The Wrongs of Woman (Maria, eller, En kvindes uret, 1798) er en ufærdig roman, som blev udgivet posthumt; den er anset for Wollstonecrafts mest radikale feministiske arbejde, og handler om en kvinde, som af sin ægtemand bliver spærret inde på et sindssygehospital. Som Mary finder Maria også kærligheden uden for ægteskabet i en affære med en anden patient og i et venskab med en plejerske. Ingen af Wollstonecrafts romaner fortæller om vellykkede ægteskaber, skønt hun i ’’Kvinders rettigheder’’ hævder, at de findes. I slutningen af romanen Mary tror heltinden, at hun går "til den verden, hvor der hverken er giftermål eller arrangeret ægteskab", antagelig en positiv tilstand af hovedpersonens affærer.
Begge romaner kritiserer også tanken om følsomhed, en moralfilosofi og en æstetik som var populær i slutningen af 1700-tallet. Mary er en roman om følsomhed, og Wollstonecraft forsøger at benytte genren til at underminere det sentimentale i sig selv, en følelse hun mente var ødelæggende for kvinder, da det opmuntrede dem til stole på deres følelser frem for på fornuft. I Maria er heltinden forført af romantiske fantasier fremkaldt af romaner, som er beskrevet som specielt skadelige.
Venskab mellem kvinder står centralt i begge romaner. Men det er venskabet mellem Maria og plejeren Jemima, som har til opgave at passe hende på sindssygehospitalet, som er mest betydningsfuldt. Venskabet er baseret på et bånd af moderfølelse mellem en overklassekvinde og en underklassekvinde. Det er en af de allerførste tegn i kvindelitteraturen, som antyder overskriden af klasseskel: det vil sige, at kvinder i forskellige sociale lag har fælles interesser, alene fordi de er kvinder.

## Breve fra Sverige, Norge og Danmark (1796)
Mary Wollstonecrafts Letters Written in Sweden, Norway, and Denmark (Breve skrevet i Sverige, Norge og Danmark, 1796) er en dybfølt personlig rejsefortælling. De 24 breve dækker en udstrakt række emner fra sociologiske refleksioner over Skandinavien og dets folk over filosofiske spørgsmål om identitet til tanker om hendes forhold til Imlay, der ikke bliver nævnt med navn. Ved at benytte en udsøgt retorik udforsker Wollstonecraft forholdet mellem jeg'et og samfundet. Hendes refleksioner viser stærk påvirkning fra Rousseau, og værket deler også temaer med Rousseaus ufærdige Les Rêveries du promeneur solitaire (En ensom vandrers drømmerier, 1782): ”søgen efter kilden til menneskelig lykke, den stoiske refleksion over materielle goder, den ekstatiske omfavnelse af naturen, og det uundværlige sindelag for forståelse”. Mens Rousseau til sidst reflekterer over samfundet, hylder Wollstonecraft hjemlige scener og den industrielle fremgang.
Wollstonecraft fremmer den subjektive erfaring om naturen og udforsker sammenhængen mellem det ophøjede og følsomhed. Mange af brevene beskriver de betagende udsigter i Skandinavien og hendes ønske om at skabe en emotionel sammenhæng med naturen. I dem tillægger hun forestillingen og fantasien større værdi, end hun har gjort i sine tidligere værker. Som i tidligere skrifter er hun forkæmper for kvindefrigørelsen og kvinders ret til uddannelse. En ændring fra hendes tidligere værker er, at hun illustrerer de skadelige følger af handel på samfundet og skaber en kontrast mellem den indbildte sammenhæng mellem verden og en tilsvarende kommerciel, en holdning hun associerer med Imlay.
Brevene blev Wollstonecrafts mest populære bog i 1790'erne. Bogen solgte godt og blev godt modtaget af de fleste kritikere. Bogen påvirkede romantiske digtere som William Wordsworth og Samuel Taylor Coleridge, som lånte temaer og æstetik fra bogen.

### Primære tekster
- Butler, Marilyn, ed. Burke, Paine, Godwin, and the Revolution Controversy. Cambridge: Cambridge University Press, 2002. ISBN 0-521-28656-5.
- Wollstonecraft, Mary. The Collected Letters of Mary Wollstonecraft. Ed. Janet Todd. New York: Columbia University Press, 2003. ISBN 0-231-13142-9.
- Wollstonecraft, Mary. The Complete Works of Mary Wollstonecraft. Ed. Janet Todd and Marilyn Butler. 7 vols. London: William Pickering, 1989. ISBN 0-8147-9225-1.
- Wollstonecraft, Mary. The Vindications: The Rights of Men and The Rights of Woman. Eds. D.L. Macdonald and Kathleen Scherf. Toronto: Broadview Literary Texts, 1997. ISBN 1-55111-088-1.

- Dansk oversættelse 2012

### Biografier
- Flexner, Eleanor. Mary Wollstonecraft: A Biography. New York: Coward, McCann and Geoghegan, 1972. ISBN 0-698-10447-1.
- Godwin, William. Memoirs of the Author of a Vindication of the Rights of Woman. Eds. Pamela Clemit and Gina Luria Walker. Peterborough: Broadview Press Ltd., 2001. ISBN 1-55111-259-0.
- Hays, Mary. "Memoirs of Mary Wollstonecraft". Annual Necrology (1797–98): 411–460.
- St Clair, William. The Godwins and the Shelleys: The biography of a family. New York: W. W. Norton and Co., 1989. ISBN 0-8018-4233-6.
- Sunstein, Emily. A Different Face: the Life of Mary Wollstonecraft. Boston: Little, Brown and Co., 1975. ISBN 0-06-014201-4.
- Todd, Janet. Mary Wollstonecraft: A Revolutionary Life. London: Weidenfeld and Nicholson, 2000. ISBN 0-231-12184-9.
- Tomalin, Claire. The Life and Death of Mary Wollstonecraft. Rev. ed. New York: Penguin, 1992. ISBN 0-14-016761-7.
- Wardle, Ralph M. Mary Wollstonecraft: A Critical Biography. Lincoln: University of Nebraska Press, 1951.

### Sekundære tekster
- Conger, Syndy McMillen. Mary Wollstonecraft and the Language of Sensibility. Rutherford: Fairleigh Dickinson University Press, 1994. ISBN 0-8386-3553-9.
- Falco, Maria J., ed. Feminist Interpretations of Mary Wollstonecraft. University Park: Penn State Press, 1996. ISBN 0-271-01493-8.
- Favret, Mary. Romantic Correspondence: Women, politics and the fiction of letters. Cambridge: Cambridge University Press, 1993. ISBN 0-521-41096-7.
- Janes, R.M. "On the Reception of Mary Wollstonecraft's A Vindication of the Rights of Woman". Journal of the History of Ideas 39 (1978): 293–302.
- Johnson, Claudia L. Equivocal Beings: Politics, Gender, and Sentimentality in the 1790s. Chicago: University of Chicago Press, 1995. ISBN 0-226-40184-7.
- Jones, Chris. "Mary Wollstonecraft's Vindications and their political tradition". The Cambridge Companion to Mary Wollstonecraft. Ed. Claudia L. Johnson. Cambridge: Cambridge University Press, 2002. ISBN 0-521-78952-4.
- Jones, Vivien. "Mary Wollstonecraft and the literature of advice and instruction". The Cambridge Companion to Mary Wollstonecraft. Ed. Claudia Johnson. Cambridge: Cambridge University Press, 2002. ISBN 0-521-78952-4.
- Kaplan, Cora. "Mary Wollstonecraft's reception and legacies". The Cambridge Companion to Mary Wollstonecraft Ed. Claudia L. Johnson. Cambridge: Cambridge University Press, 2002. ISBN 0-521-78952-4.
- Kaplan, Cora. "Pandora's Box: Subjectivity, Class and Sexuality in Socialist Feminist Criticism". Sea Changes: Essays on Culture and Feminism. London: Verso, 1986. ISBN 0-86091-151-9.
- Kaplan, Cora. "Wild Nights: Pleasure/Sexuality/Feminism". Sea Changes: Essays on Culture and Feminism. London: Verso, 1986. ISBN 0-86091-151-9.
- Kelly, Gary. Revolutionary Feminism: The Mind and Career of Mary Wollstonecraft. New York: St. Martin's, 1992. ISBN 0-312-12904-1.
- Myers, Mitzi. "Impeccable Governess, Rational Dames, and Moral Mothers: Mary Wollstonecraft and the Female Tradition in Georgian Children's Books". Children's Literature 14 (1986):31–59.
- Myers, Mitzi. "Sensibility and the 'Walk of Reason': Mary Wollstonecraft's Literary Reviews as Cultural Critique". Sensibility in Transformation: Creative Resistance to Sentiment from the Augustans to the Romantics. Ed. Syndy Conger Mcmillen. Rutherford: Fairleigh Dickinson University Press, 1990. ISBN 0-8386-3352-8.
- Myers, Mitzi. "Wollstonecraft's Letters Written . . . in Sweden: Towards Romantic Autobiography". Studies in Eighteenth-Century Culture 8 (1979): 165-85.
- Poovey, Mary. The Proper Lady and the Woman Writer: Ideology as Style in the Works of Mary Wollstonecraft, Mary Shelley and Jane Austen. Chicago: University of Chicago Press, 1984. ISBN 0-226-67528-9.
- Richardson, Alan. "Mary Wollstonecraft on education". The Cambridge Companion to Mary Wollstonecraft. Ed. Claudia Johnson. Cambridge: Cambridge University Press, 2002. ISBN 0-521-78952-4.
- Sapiro, Virginia. A Vindication of Political Virtue: The Political Theory of Mary Wollstonecraft. Chicago: University of Chicago Press, 1992. ISBN 0-226-73491-9.
- Taylor, Barbara. Mary Wollstonecraft and the Feminist Imagination. Cambridge: Cambridge University Press, 2003. ISBN 0-521-66144-7.